# Ceratinella tigana
Ceratinella tigana – gatunek pająka z rodziny osnuwikowatych.

## Występowanie
Gatunek jest endemitem Alaski (Stany Zjednoczone).